# Нуньес, Габриэль
Габриэ́ль Ну́ньес Аги́рре (исп. Gabriel Núñez Aguirre; 6 февраля 1942, Мексика — 11 ноября 2021) — мексиканский футболист, участник чемпионата мира 1966 года.

## Биография

### Игровая карьера
Нуньес всю игровую карьеру играл на родине за клубы «Сакатепек» (1960―1966, 1970―1972), «Америка» (1966―1970), «Пачука» (1972―1973) и «Халиско» (1973―1974), который стал для него последним клубом в карьере.
В составе сборной Мексики сыграл в трёх матчах на ЧМ-1966, на котором мексиканцы не смогли выйти в плей-офф.

### Смерть
Скончался 11 ноября 2021 года в Морелосе в возрасте 79 лет.